# Адміністративний устрій Верхньорогачицького району
Адміністративний устрій Верхньорогачицького району — адміністративно-територіальний поділ Верхньорогачицького району Херсонської області на 1 селищну та 6 сільських рад, які об'єднують 21 населений пункт та підпорядковані Верхньорогачицькій районній раді. Адміністративний центр — смт Верхній Рогачик.

## Список радВерхньорогачицького району
| № | Назва                          | Центр               | Населені пункти                                                     | Площа км² | Місце за площею | Населення (2001), чол. | Місце за населенням | Розташування |
| - | ------------------------------ | ------------------- | ------------------------------------------------------------------- | --------- | --------------- | ---------------------- | ------------------- | ------------ |
| 1 | Верхньорогачицька селищна рада | смт Верхній Рогачик | смт Верхній Рогачик с. Вишневе с. Зоря с. Володимирівка с. Трудовик |           |                 |                        |                     |              |
| 2 | Бережанська сільська рада      | с. Бережанка        | с. Бережанка с. Георгіївка с. Михайлівка с. Новознам'янка           |           |                 |                        |                     |              |
| 3 | Зеленівська сільська рада      | с. Зелене           | с. Зелене                                                           |           |                 |                        |                     |              |
| 4 | Первомаївська сільська рада    | c. Первомаївка      | c. Первомаївка с. Таврійське                                        |           |                 |                        |                     |              |
| 5 | Самійлівська сільська рада     | c. Самійлівка       | c. Самійлівка с. Лисиче с. Павлівка                                 |           |                 |                        |                     |              |
| 6 | Ушкальська сільська рада       | c. Ушкалка          | c. Ушкалка с. Бабине с. Нижній Рогачик                              |           |                 |                        |                     |              |
| 7 | Чистопільська сільська рада    | c. Чистопілля       | c. Чистопілля с. Кожум'яки с. Олексіївка                            |           |                 |                        |                     |              |

* Примітки: м. — місто, с-ще — селище, смт — селище міського типу, с. — село